# Agía Pelagía (ort i Grekland, Joniska öarna)
Agía Pelagía (Agia Pelagia) är en ort i Grekland.   Den ligger i prefekturen Nomós Kerkýras och regionen Joniska öarna, i den västra delen av landet, 400 km nordväst om huvudstaden Aten. Agía Pelagía ligger 119 meter över havet och antalet invånare är 113. Den ligger på ön Korfu.
Terrängen runt Agía Pelagía är platt åt nordost, men åt sydost är den kuperad. Havet är nära Agía Pelagía åt nordväst.Runt Agía Pelagía är det ganska tätbefolkat, med 96 invånare per kvadratkilometer. Närmaste större samhälle är Agios Georgis, 5,9 km sydost om Agía Pelagía. 